# Epomophorus wahlbergi
Epomophorus wahlbergi — вид рукокрилих, родини Криланових.

## Опис
Цей крилан від жовтувато-брунатного до коричневого забарвлення з характерними білими пучками на передній і задній основах вух. Серед самиць бувають жовтуваті особини, тоді як найтемнішими є самці. Волоски пучків на основах вух білі у темних тварин та іноді жовті у світло-коричневих.
Діапазони вимірювань (у грамах або міліметрах; самці та самиці відповідно): маса тіла — 60–124, 54–125; довжина передпліччя — 72–95, 68–88; розмах крил — 510–600, 456–540; довжина вуха — 22–26, 21–25; довжина задніх ступнів (включаючи кігті) — 21–26, 18–24.

## Поширення
Країни поширення: Ангола, Ботсвана, Бурунді, Республіка Конго, Демократична Республіка Конго, Габон, Кенія, Малаві, Мозамбік, Руанда, Сомалі, Південна Африка, Есватіні, Танзанія, Уганда, Замбія, Зімбабве. Мешкає від рівня моря до близько 2000 м над рівнем моря в лісах, чагарниках і саванах. 

## Стиль життя
Плодоїдний, його раціон в основному складається з інжиру, гуави, а також різних плодів видів Diospyros. E. wahlbergi — нічний вид. Лаштує сідала в добре освітлених відкритих деревах, під пальмовим листям, у густому лісі біля річки, під солом'яними дахами сараїв, і, рідше, в печерах групами від 3 до 100 осіб. Політ є відносно повільним і дещо незграбний, часто натикаючись на інших особин і перешкоди. 

## Загрози та охорона
Як видається, нема ніяких серйозних загроз для цього виду в цілому. Присутній у багатьох охоронних територіях.

## Етимологія
Вид названо на честь шведського натураліста Югана Аугуста Вальберга.